# Hello, Yes
Hello, Yes je debitantski studijski album slovenske indie skupine New Wave Syria, izdan 1. marca 2009 pri založbi Cheap Tunes Records. Album je bil dobro sprejet tako med poslušalci kot med kritiki in je bil kasneje imenovan za najboljši domači album leta 2009 v različnih medijih.
Pripadnika skupine sta zagovornika "naredi sam" filozofije – poleg pisanja pesmi sta album v celoti tudi posnela in zmiksala ter oblikovala naslovnico.

## Glasba
Pesem »Let It Out« se večkrat pojavi v filmu Izlet, ki ga je režiral Nejc Gazvoda. Objavljen je bil tudi videospot te pesmi, ki je sestavljen iz raznih prizorov iz filma.
New Wave Syria sta se pri uglasbitvi pesmi na tem albumu posluževala metode circuit bending (poenostavljeno povedano predelovanje klaviatur in sintesajzerjev).

## Kritični odziv
Odzivi na album so bili zelo pozitivni. Goran Kompoš je v recenziji v reviji Mladina album ocenil s petimi zvezdicami in elektronski dvojec označil za »antidepresiv za trendovsko otopelo slovensko glasbeno sceno.« Album je pohvalil tudi Miroslav Akrapović v članku na portalu MMC RTV Slovenija: »Že dolgo nisem slišal tako enostavno zloženega ploščka, na katerem se minimalistična elektronska podoba pretaka v mavrične zvočne odtenke, ki nagovarjajo s svojo izjemno čistostjo.« Albumu je dal oceno 4.

### Priznanja
| objava        | uvrstitev | seznam                      |
| ------------- | --------- | --------------------------- |
| Radio Študent | 1.        | Naj domača tolpa bumov 2009 |

## Seznam pesmi
Vse pesmi sta napisala Urša Golob Pezdirc in Rok Pezdirc.
1. »In Motion« – 4:49
2. »Random Logic« – 4:22
3. »Let It Out« – 3:51
4. »Audiorape« – 4:20
5. »Vitamins« – 4:32
6. »Vision/Horror« – 12:01
  - »Vision« traja 4:08, nato sledi tišina do 8:57, ko se začne »Horror«, ki traja 3:04.

## Zasedba
- Urša Golob Pezdirc — vokal, programiranje, snemanje, miksanje, oblikovanje ovitka
- Rok Pezdirc — programiranje, snemanje, miksanje, oblikovanje ovitka
- Reid Bingham in Simon Vida — pomoč pri oblikovanju ovitka